# The Samples
The Samples ist eine Anfang 1987 gegründete Musikband aus Bolder in Colorado. Der Bandname entstammt dem Umstand, dass die Mitglieder ihren Lebensunterhalt in frühen Jahren durch Kostproben (engl.: food samples) aus dem örtlichen Supermarkt bestritten. Die Musik wird als „Reggae mit Rock/Pop-Beeinflussung“ und als eine Kreuzung aus The Police und Grateful Dead bezeichnet. Die Gründungsmitglieder waren Sean Kelly (Gitarre/Gesang), Charles Hambleton (Gitarre), Andy Sheldon (Bass/Gesang), Jeep MacNichol (Schlagzeug/Gesang), und Al Laughlin (Keyboards/Gesang).

## Geschichte
Sean Kelly und Charles Hambleton lernten sich 1985 in Burlington, Vermont, bei einem öffentlichen Singen namens „The Sheik“ kennen, kurz vor der Gründung der Band Secret City im Jahr 1986.  Nachdem sie ein Jahr lang in Burlington zusammen spielten, zogen die beiden nach Boulder, Colorado und machen mit Andy Sheldon Bekanntschaft, einem Freund und Mitglied einer früheren Band Kellys. Jeep MacNichol stieß als Schlagzeuger zur Band, indem er auf eine Anzeige in der University of Colorado antwortete. Als sie am Gelände spielten, sah Al Laughlin die Gruppe auf einer Verbindungsfeier spielen und fragte die Gruppe, ob sie einen Keyboarder bräuchten: Ein Angebot, das die Band annahm.
Die Band gewann allmählich Bekanntheit und veröffentlichten ihr erstes nach der Band benanntes Album The Samples auf ihren eigenen Label. Nach der Veröffentlichung unterschrieben sie einen Vertrag mit Arista Records und wiederveröffentlichten dasselbe Album im Mai 1989. Allerdings war die Zusammenarbeit mit Arista von kurzer Dauer, da die Band aufgefordert wurde, ihren Sound zu ändern. Der Vertrag mit Arista wurde auf Eis gelegt und die Band setzte die Tour vertragslos fort. Im Jahr 1991 verließ Hambleton die Band. Er tauchte später in Pirates of the Caribbean auf und war Koproduzent des Films  Die Bucht.
The Samples setzten die Tour fort und veröffentlichten ihr eigenes Album, Underwater People, durch Eigenpublizierung, das sowohl aus Studioaufnahmen, als auch aus Live-Tracks bestand. Die Band besuchte schon bald die neu gegründete Independent-Firma, W.A.R.? - What Are Records?. Ihre Aufzeichnungen, Underwater People (1991), No Room (1992), The Last Drag (1993) und Autopilot (1994) einbezogen, mischten sie sensible Pop-Musik mit einer Mischung aus Folk, Reggae, Jazz und Rock, um ihren eigenen Sound zu entwickeln. Sean Kelly, der Hauptsongwriter, schrieb Lieder über die Natur und die Umwelt und verlieh der Band so einen umweltfreundlichen Ruf.
Im Jahr 1996 unterschrieben die Samples einen Vertrag mit MCA Records und veröffentlichten mit Outpost ihr fünftes Studioalbum. Während eines Ausverkaufs erlebte MCA finanzielle Probleme und musste erhebliche Umgestaltungen vornehmen, und, daraus folgend, wurden viele kleine oder kürzlich unter Vertrag genommene Bands von der Firma in diesem Jahr gekündigt. Auch der Vertrag der Samples mit MCA wurde in diesem Rahmen beendet. Al Laughlin verließ kurz darauf die Band zusammen mit MacNichol, der eine Einzelkarriere anstrebte. The Samples vereinigten sich unter What Are Records? und veröffentlichten drei weitere Alben: Transmissions from the Sea of Tranquility, The Tan Mule und Here and Somewhere Else. Im Jahr 2000 begann die Band, ihre Alben unabhängig zu veröffentlichen. 2003 verließ Andy Sheldon die Band. Seit 1997 sind bis auf Sean Kelly alle Bandmitglieder gewechselt.
Die fünf Gründungsmitglieder vereinigten sich wieder zum Mile High Music Festival im Jahr 2010. In der neueren Zeit spielte die Band auf dem Denver Day of Rock im Jahr 2011 und setzten ihre Tour fort.
Eine Filmdokumentation über die Band ging unter dem Titel The Best Band You’ve Never Heard in Arbeit. Er wurde von Besame films produziert und sollte im April 2012 veröffentlicht werden.
Der Song „Could It Be Another Change“ vom Debütalbum der Band wurde 2012 für den Film Vielleicht lieber morgen verwendet.

## Alben

### Studioalben
- The Samples (Mai 1989)
- No Room (22. April 1992)
- The Last Drag (24. September 1993)
- Autopilot (13. September 1994)
- Outpost (16. Juli 1996)
- The Tan Mule (1998)
- Here and Somewhere Else (28. Juli 1998)
- Return to Earth (10. April 2001)
- Black & White (9. März 2004)
- Rehearsing for Life (29. November 2005)

### Livealben
- Live At Deerfield Academy [Official LIVE Bootleg] (1993)
- Transmissions from the Sea of Tranquility [LIVE] (23. September 1997)
- Seventeen [LIVE] (October 7, 2003)
- Instant Live: The Paradise – Boston, MA, 4/20/03 [LIVE] (14. Oktober 2003)
- Live in Colorado [LIVE] (4. Mai 2004)